# George Diamandy
George Ion Diamandy sau Diamandi, pe nume și Gheorghe sau Georges (n. 27 februarie 1867, Roșiești, România – d. 27 decembrie 1917, Marea Nordului) a fost un politician, dramaturg, socialist și arheolog român. Deși un bogat proprietar de pământ de origine aristocrată, a fost unul dintre pionierii socialismului revoluționar din Franța și România, obținând faima internațională ca fondator al revistei L'Ére Nouvelle. El a fost un afiliat timpuriu al Partidului Muncitoresc Social-Democrat din România, dar a fost dezamăgit de politicile sale radicale și, în calitate de membru al fracțiunii „tinerilor generoși”, a jucat un rol major în dizolvarea acestuia. Cu alți membri ai acestui grup reformist, s-a alăturat Partidului Național Liberal, pentru care a servit drept unul dintre reprezentanții săi în Cameră.
Afectat de boala cardiacă din copilărie, Diamandy a trebuit să mențină un profil scăzut în politică, dar a fost o voce marginală în cadrul instituției național-liberale. Din 1910, și-a investit energia în literatură și activismul cultural, a prezidat Teatrul Național București și mai târziu Societatea Scriitorilor din România. El a fost împins în prim plan în primele etape ale Primului Război Mondial, când a susținut o alianță cu Puterile Antantei. El a sfătuit pe premierul Ion I. C. Brătianu în această chestiune și a fost trimis în misiuni diplomatice în Occident, ajutând la întărirea încrederii Franței în România. El a luptat în campania de război din 1916 și s-a retras la Iași, reluându-și locul în Cameră.
Oameni de cultură și politicieni îl caracterizau diferit: „poporanist difuz”, „gazetar volubil care se credea socialist” (Z. Ornea), dar era numai un generos onest, „bonjurist întârziat”, „revoluționar de salon, pe un fond de ciocoism incorigibil” (E. Lovinescu). George Diamandy a fost prieten cu filosoful francez Georges Sorel.
În ultimii ani, Diamandy a devenit un avocat al socialismului democratic, fondând Partidul Laburist din Iași și căutând prietenia Eserilor ruși. Revoluția din octombrie l-a prins în Rusia, dar a scăpat pe calea lui Arhanghelsk și a murit pe mare în timp ce încerca să ajungă în Franța.
George Diamandy a fost fratele și colaboratorul diplomatului Constantin Diamandi și bunicul postum al scriitoarei Oana Orlea. El este uitat în mare măsură ca dramaturg, dar rămâne în memoria culturală pentru politica sa controversată și pentru excentricitatea sa generală.